# Bukit Indah (Rakit Kulim)
Bukit Indah is een bestuurslaag in het regentschap Indragiri Hulu van de provincie Riau, Indonesië. Bukit Indah telt 987 inwoners (volkstelling 2010).